# Leonidas John Guibas
Leonidas John Guibas est professeur d'informatique à l'université Stanford, où il dirige le groupe de recherche sur la géométrie algorithmique. Il est aussi membre des laboratoires de synthèse d'image et d'intelligence artificielle.

## Carrière
Guibas a été l'élève de Donald Knuth à Stanford, où il soutint sa thèse en 1976. Il a travaillé pour plusieurs laboratoires de recherche industrielle et a rejoint l'université Stanford en 1984. Il a organisé l’ACM Symposium on Computational Geometry en 1996, est un fellow de l'ACM et a reçu l'ACM–AAAI Allen Newell award en 2007 « pour ses contributions innovantes par l'application d'algorithmes à un grand nombre de disciplines de l'informatique, ». Son nombre d'Erdős vaut 2 en raison de ses collaborations avec Boris Aronov (en), Andrew Odlyzko, János Pach, Richard M. Pollack, Endre Szemerédi, et Frances Yao.

## Domaines de recherche
Ses contributions comprennent les finger trees (en), les arbres bicolores, le fractional cascading (en), l'algorithme Guibas-Stolfi utilisé pour les triangulations de Delaunay, une structure de données optimale pour la localisation de points (en), la structure de données dite quadruple arête (en) ou quad-edge pour représenter les subdivisions du plan, le Metropolis light transport et la structure de données cinétique pour garder la trace des objets en mouvement.